# Вихід (фільм, 2009)
«Вихід» (рос. Выход) — фільм 2009 року режисера Ігоря Копилова. Прем'єра на телебаченні — 20 квітня 2009 на телеканалі ICTV.

## Сюжет
Колись він був талановитим математиком. Колись у нього була кохана жінка. Колись він крутив мільйонами. — Все залишилось у минулому, разом з мріями, сподіваннями та спокоєм.
Позаду десяток років ув'язнення. Бажання єдине — забрати своє і поїхати. Але чималі гроші передбачають чималі неприємності, і зірвати банк хочуть всі: колишній слідчий, колишній друг, колишня дружина.
Вірити нікому і, здається, — немає виходу…